# Cirrochroa atrilinea
Cirrochroa atrilinea är en fjärilsart som beskrevs av Walter Karl Johann Roepke 1938. Cirrochroa atrilinea ingår i släktet Cirrochroa och familjen praktfjärilar. Inga underarter finns listade i Catalogue of Life.